# Вехи экономической мысли
Вехи экономической мысли — серия хрестоматий по экономической теории, учебное пособие для вузов России.

## История издания
Первый том «Теория потребительского поведения и спроса» был опубликован под редакцией В. М. Гальперина издательством «Экономическая школа» в 1993 году. Второй том «Теория фирмы» — в 1995 году. Третий том «Рынки факторов производства» — в 1999 году. Четвёртый том «Экономика благосостояния и общественный выбор» был издан под редакцией А. П. Заостровцева в 2004 году. Пятый том «Теория отраслевых рынков» был издан под редакцией А. Г. Слуцкого в 2003 году. Шестой том «Международная экономика» был издан под редакцией А. П. Киреева издательством «ТЕИС» в 2006 году. Планировался к печати и седьмой том «Конституциональная теория» под редакцией В. Л. Тамбовцева в 2005 году, но планам не суждено было сбыться.
Издание серии было осуществлено при поддержке фонда «Евразия», за счёт средств, представленных Агентством США по международному развитию (USAID).

## Содержание

### Том 1 «Теория потребительского поведения и спроса»
- Предисловие[2]
- Д. Бернулли. Опыт новой теории измерения жребия
- Ж. Дюпюи. О мере полезности гражданских сооружений
- У. С. Джевонс. Об общей математической теории политической экономии
- У. С. Джевонс. Краткое сообщение об общей математической теории политической экономии
- Дж. Винер. Концепция полезности в теории ценности и её критики
- Дж. Р. Хикс, Р. Г. Д. Аллен. Пересмотр теории ценности
- Г. Хотеллинг. Общее благосостояние в связи с проблемами налогообложения и установления железнодорожных тарифов и тарифов на коммунальные услуги
- Дж. Р. Хикс. Реабилитация потребительского излишка
- Дж. Р. Хикс. Четыре излишка потребителя
- М. Фридмен, Л. Дж. Сэвидж. Анализ полезности при выборе среди альтернатив, предполагающих риск
- М. Фридмен. Маршаллианская кривая спроса
- X. Лейбенстайн. Эффект присоединения к большинству, эффект сноба и эффект Веблена в теории покупательского спроса
- К. Ланкастер. Перемены и новаторство в технологии потребления
- А. А. Алчиан. Значение измерения полезности
- Т. Скитовски. Суверенитет и рациональность потребителя
- Биографические справки

### Том 2 «Теория фирмы»
- Предисловие
- Р. Г. Коуз. Природа фирмы
- О. И. Уильямсон. Вертикальная интеграция производства: соображения по поводу неудач рынка
- Г. А. Саймон. Теория принятия решений в экономической теории и науке о поведении
- Ф. Махлуп. Теории фирмы: маржиналистские, бихевиористские и управленческие
- Дж. Вайнер. Кривые затрат и кривые предложения
- А. Алчиан. Затраты и выпуски
- А. А. Уолтерс. Производственные функции и функции затрат: эконометрический обзор
- Р. Дорфман. Математическое, или «линейное», программирование: нематематическое представление
- Э. X. Чемберлин. Пропорциональность, делимость и экономия от масштаба
- А. Н. Мак-Леод, Ф. X. Кан. Пропорциональность, делимость и экономия от масштаба: два замечания
- Дж. Дж. Стиглер. Совершенная конкуренция: исторический ракурс
- Дж. Р. Хикс. Годовой обзор экономической теории: теория монополии
- П. Э. Самуэльсон. Монополистическая конкуренция — революция в теории
- Дж. Дж. Стиглер. Теория олигополии
- Дж. Дж. Стиглер. Ломаная кривая спроса олигополиста и жесткие цены.
- К. Дж. Эрроу. К теории ценового приспособления
- У. Дж. Баумоль, Р. Э. Квандт. Эмпирические методы и оптимально несовершенные решения
- X. Лейбенстайн. Аллокативная эффективность в сравнении с « X—эффективностью»
- Дж. Дж. Стиглер. Экономическая теория информации
- Биографические справки

### Том 3 «Рынки факторов производства»
- Предисловие
- А. Берри. Чистая теория распределения
- А. У. Флюкс. Рецензия на книги. «Стоимости, капитал и рента в новой теории национальной экономики» Кнута Викселля и «Очерки о согласовании законов распределения» Ф. Г. Уикстида
- П. X. Дуглас. Существуют ли законы производства?
- Дж. Робинсон. Теорема Эйлера и проблема распределения
- Г. С. Беккер. Теория распределения времени
- М. У. Редер. Альтернативные теории доли труда в доходе
- Дж. Дж. Стиглер. Рикардо и 93%-ная трудовая теория ценности
- Дж. Хиршлейфер. К теории оптимальных инвестиционных решений
- Дж. Хиршлейфер. Инвестиционные решения при неопределенности: подходы с точки зрения теории выбора
- Х. Хотеллинг. Экономика исчерпаемых ресурсов
- Р. М. Солоу. Экономическая теория ресурсов или ресурсы экономической теории. Лекция в честь Ричарда Т. Эли
- А. Скотт. Заметки о затратах пользователя
- Д. А. Ворчестер. Пересмотр теории ренты
- Дж. Р. Гаулд. По поводу интерпретации некачественных товаров и факторов
- А. Алчиан. Стоимость
- Ф. X. Найт. Прибыль
- Дж. Ф. Уэстон. Концепция и теория прибыли: новый взгляд на проблему
- Биографические справки

### Том 4 «Экономика благосостояния и общественный выбор»
- Предисловие

#### I. Благосостояние, эффективность и справедливость
- Дж. Р. Хикс. Основания экономики благосостояния
- Ф. М. Батор. Простая аналитика максимизации благосостояния
- Р. Дж. Липси, К. Ланкастер. Общая теория второго лучшего
- П. Э. Самуэльсон. Общественные кривые безразличия
- Д. Мюллер, Р. Д. Толлисон, Т. Д. Виллет. Утилитаристский контракт: обобщение теории справедливости Роулза
- А. К. Сен. Свобода, единогласие и права

#### II. Внешние эффекты и общественные блага
- Ф. М. Батор. Анатомия провала рынка
- К. Дж. Эрроу. Неопределенность и экономика благосостояния здравоохранения
- С. Н. С. Чюн. Басня о пчелах: экономическое расследование
- П. Э. Самуэльсон. Чистая теория общественных расходов
- Л. Иохансен. Некоторые заметки по поводу предложенной Линдалем теории определения государственных расходов
- Т. Н. Тайдман, Г. Таллок. Новый и лучший процесс осуществления общественного выбора

#### III. Теория общественного выбора
- Дж. М. Бьюкенен. Политика без романтики: краткое изложение позитивной теории общественного выбора и ее нормативных условий
- Г. Таллок. Потери благосостояния от тарифов, монополий и воровства
- Дж. Бреннан, Дж. М. Бьюкенен К налоговой конституции для Левиафана
- В. А. Нисканен. Особая экономика бюрократии
- В. А. Нисканен. Бюрократы и политика
- В. А. Нисканен. Пересмотр

### Том 5 «Теория отраслевых рынков»
- Предисловие

#### I. Олигополия: стратегическое взаимодействие и барьеры входа
- Э. Мэйсон. Ценовая и производственная политика крупного предприятия
- М. Спенс. Вход, мощность, инвестиции и олигополистическое ценообразование
- А. Диксит. Роль инвестиций в предотвращении входа
- Д. М. Крепс, Р. Уилсон. Репутация и несовершенная информация
- У. Дж. Баумоль. Состязательные рынки: мятеж в теории структуры отрасли
- А. Волинский. Природа конкуренции и разнообразие продукции фирм

#### II. Дифференциация продукта и реклама
- Ж. Я. Габжевич, Ж.-Ф. Тиссе. О природе конкуренции при дифференцированном продукте
- Р. Шмалензи. Реклама и рыночная структура
- П. Милгром, Дж. Робертc. Ценовые и рекламные сигналы качества продукции

#### III. Границы фирмы и вертикальная интеграция
- Л. Г. Телсер. Зачем производителям справедливая торговля?
- А. А. Алчян, Г. Демсец. Производство, стоимость информации и экономическая организация
- Б. Клейн, Р. Дж. Кроуфорд, А. А. Алчян. Вертикальная интеграция, присваиваемая рента и конкурентный процесс заключения контрактов
- Г. П. Марвел. Исключительное дилерство
- Г. Ф. Мэтьюсон, Р. А. Уинтер. Экономическая теория вертикальных ограничений

#### IV. Исследования и разработки, внешние эффекты
- М. И. Камьен, Н. Л. Шварц. Структура рынка и инновации: обзор
- М. Л. Кац, К. Шапиро. Сетевые внешние эффекты, конкуренция и совместимость

#### V. Рыночная власть и антимонопольная политика
- А. П. Лернер. Понятие монополии и измерение монопольной власти
- Дж. С. Мак-Ги. Хищническое снижение цен: дело компании Standard Oil (Нью-Джерси)
- О. Уильямсон. Экономия как защита в антимонопольном процессе: компромисс с позиции благосостояния
- М. Уотерсон. Экономия от разнообразия в рамках рынка

### Том 6 «Международная экономика»
- А. Киреев. Пионеры международной экономики (вступительная статья)

#### Часть I. Классические теории международной торговли

##### 1. Международное разделение труда и мировой рынок
- А. Смит. Исследование о природе и причинах богатства народов. Кн. I. Гл. 1, 3
- К. Маркс. Капитал. Т. 1. Кн. 1. Гл. 12
- Дж. М. Кейнс. Принцип эффективного спроса

##### 2. Меркантилизм и его критика
- Т. Ман. О богатстве Англии во внешней торговле
- У. Петти. Трактат о налогах и сборах
- Д. Юм. О торговом балансе

##### 3. Относительные преимущества
- A. Смит. Исследование о природе и причинах богатства народов. Кн. IV. Гл. 2, 3
- Д. Рикардо. Начала политической экономии и налогового обложения. Кн. 1. Гл. 7
- Э. Хекшер. Влияние внешней торговли на распределение дохода
- Б. Олин. Межрегиональная и международная торговля
- У. Столпер, П. Самуэльсон. Протекционизм и реальная заработная плата
- П. Самуэльсон. Еще раз о международном выравнивании цен факторов производства
- B. Леонтьев. Внутреннее производство и внешняя торговля: новое исследование позиций американского капитала
- Т. Рыбчинский. Начальный запас факторов и относительные цены товаров
- Р. Джонс. Соотношения между факторами и теорема Хекшера-Олина
- Р. Джонс. Трехфакторная модель в теории, торговле и истории
- М. Мусса. Двухсекторная модель с точки зрения её обратной: геометрическое представление

##### 4. Общее равновесие
- Дж. С. Милль. Принципы политической экономии и некоторые их приложения к социальной философии
- А. Маршалл. Деньги, кредит и экономика
- Ф. Эджуорт. Статьи по политической экономии
- Г. Хаберлер. Некоторые теоретические проблемы международной торговли
- Дж. Мид. Геометрия международной торговли
- П. Самуэльсон. Проблемы трансферта и транспортные издержки
- П. Самуэльсон. Цены факторов производства и товаров в состоянии общественного равновесия
- Дж. Бхагвати. Разоряющий рост: геометрическая иллюстрация

#### Часть II. Новые теории международной торговли и торговой политики

##### 5. Конкурентные преимущества
- С. Линдер. К вопросу о торговле и трансформации
- М. Познер[англ.]. Международная торговля и изменение технологии
- Б. Минхас. Гомогипаллагическая функция производства и теорема Хекшера-Олина
- Ян Тинберген. Предложения по поводу международной экономической политики
- Дж. Хикс. Капитал и рост
- Б. Баласса. Внутриотраслевая специализация
- Р. Вернон. Гипотеза продуктового цикла в новом международном окружении
- П. Кругман. Возрастающая отдача, монополистическая конкуренция и международная торговля
- Э. Хелпман. Международная торговля при наличии дифференциации продуктов экономии от масштаба
- М. Портер. Конкурентные преимущества стран

##### 6. Международная торговая политика
- Л. Мецлер. Таможенные тарифы, условия торговли и распределение национального дохода
- Дж. Бхагвати. Обобщенная теория дисторсий и благосостояния
- М. Корден. Торговая политика и экономическое благосостояние
- Э. Кондильяк. Торговля и правительство рассмотренные в их взаимных отношениях

##### 7. Международное движение факторов производства
- Л. Вальрас. Элементы чистой экономической теории или теории общественного богатства
- Р. Манделл. Международная торговля и мобильность факторов
- Дж. Бхагвати. Налогообложение «утечки мозгов»
- Э. Хелпман. Упрощенная теория международной торговли с участием транснациональных корпораций

##### 8. Международная интеграция
- Я. Винер. Проблема таможенного союза
- Дж. Мид. Теория таможенных союзов

## Рецензии
Со слов редакции, многотомник «Вехи экономической мысли» включает в себя переводы классических работ, относящихся к различным разделам экономической теории. Многие статьи переведены на русский язык впервые. Издание рассчитано на студентов, аспирантов и преподавателей экономических специальностей.
Профессор экономики В. М. Гальперин отмечал, что серия «Вехи экономической мысли» является аналогом сборников статей по различным разделам экономической науки (Readings). Опубликованные статьи в многотомнике рекомендованы в качестве учебного материала для студентов, изучающих программу промежуточного и продвинутого уровня.
«Вехи экономической мысли» используются большинством экономических вузов России в учебной программе по подготовке специалистов, для подготовке учебных материалов преподавателями, а также для написания рефератов, курсовых и дипломных работ. Издание регулярно включается ВАКами различных экономических специальностей в списки рекомендованной для изучения аспирантами литературы.
По мнению федерального образовательного портала «Экономика. Социология. Менеджмент», «Вехи экономической мысли» - это многотомная хрестоматия по экономической  теории, которая содержит впервые публикуемые на русском языке классические работы, посвященные  теории потребительского поведения и спроса, теории фирмы, рынкам факторов производства и распределению доходов. Эти работы представляют историю развития этих областей экономической науки.